# Fysiopraktik
Fysiopraktik är vanligen ett namn på en patientklinik som drivs av en utbildad fysioterapeut (f.d. sjukgymnast). En fysioterapeut utövar fysioterapi. 
Fysiopraktik kan även betyda den terapeutiska teknik som en fysiopraktor använder sig av i sin terapeutiska verksamhet med manuell muskeltestning (MMT).
Ordet fysiopraktik får då en motsvarande betydelse som när en kiropraktor utövar kiropraktik.